# Kanton Chevillon
Kanton Chevillon (fr. Canton de Chevillon) byl francouzský kanton v departementu Haute-Marne v regionu Champagne-Ardenne. Tvořilo ho osm obcí. Zrušen byl po reformě kantonů 2014.

## Obce kantonu
- Bayard-sur-Marne
- Chevillon
- Eurville-Bienville
- Fontaines-sur-Marne
- Maizières
- Narcy
- Osne-le-Val
- Rachecourt-sur-Marne